# مينغوانغ
مينغوانغ (بالصينية: 明光市) هي مدينة من مدن الصين في مقاطعة آنهوي.